# Vincenzo Gambi
Vincenzo Gambi (Italia, ... – Golfo del Messico, 1819) è stato un pirata italiano, attivo nel Golfo del Messico dal 1805 ca. sino alla sua morte e viene considerato uno dei pirati più violenti della sua epoca.

## Biografia
Si è all'oscuro della sua vita prima dell'anno di 1805 circa, dove inizia ad essere citato nel Golfo del Messico, ma la sua storia criminale inizia sicuramente prima di quella data. È uno dei pirati associati alla figura di Jean Lafitte (con il quale ebbe rapporti conflittuali) e fu al suo fianco nella Battaglia di New Orleans assieme a Dominique You, Rene Beluche e Louis "Cut Nose" Chigizola, anch'egli nato in Italia.
In pochi anni divenne una delle figure principali della pirateria locale e, di sua mano, gli viene attribuito l'omicidio di una dozzina di persone a colpi d'ascia. Già comandante, fu tra i primi ad essere avvicinato da Lafitte, che tentava di organizzare i pirati della Louisiana per trasformarli in corsari e far loro attaccare solo navi spagnole. Gambi rifiutò apertamente. Un ufficiale di Gambi, pistola in mano, affrontò Lafitte dicendo "gli uomini di Gambi prendono ordini solo da Gambi!". Lafitte fu lesto a sfoderare la pistola e uccidere l'avversario, mettendo fine alle ribellioni contro di lui.
Negli anni seguenti fu a fianco di Lafitte, al comando dal maggio 1813 della scuna Petit Milan, con la quale catturò un cargo spagnolo di prodotti tessili.
Fu al fianco di Lafitte, contro gli inglesi, nella Guerra anglo-americana, in particolare nella battaglia di New Orleans. Dopo la guerra a Gambi fu riconosciuta la cittadinanza americana dal presidente James Madison per la partecipazione a tale battaglia.
Gambi continuò la sua attività tra le file di quelli che si opponevano al controllo spagnolo del Texas, continuando l'attività di pirateria. Gambi fu messo agli arresti per questo dal commodoro Daniel Todd Patterson, ma non fu condannato.
Gambi continuò la sua attività di pirata al comando della nave Victoria e venne ucciso per una disputa sul bottino da uno dei suoi uomini, si dice decapitato nel sonno con la sua stessa scure.
Vincenzo Gambi è citato nel romanzo storico del 2007 Strangely Wonderful: Tale of Count Balashazy di Karen Mercury.